# Bolbaffroides kubaricus
Bolbaffroides kubaricus är en skalbaggsart som beskrevs av Jan Krikken 1978. Bolbaffroides kubaricus ingår i släktet Bolbaffroides och familjen Bolboceratidae. Inga underarter finns listade.